# Cratere Pompeii
Pompeii  è un cratere sulla superficie di Marte.